# Абдразаков, Игорь Юрьевич
Игорь Юрьевич Абдразаков (род. 7 августа 1978, Новороссийск, Краснодарский край) — российский футболист, нападающий.

## Клубная карьера
Воспитанник новороссийского «Черноморца», за который играл в 1995—1997 годах. 5 августа 1995 года в матче против московского «Торпедо» дебютировал в чемпионате России. 7 сентября того же года в матче против московского «Локомотива» впервые вышел в стартовом составе. В 1998 играл за «Анапу», после чего перешёл в состав ЦСКА. Не сыграв ни одного матча за «армейцев» отправился в «Рубин», но не сумев закрепиться в стартовом составе, вернулся обратно в Анапу.